# Des Koch
Desmond Dalworth Koch (* 10. Mai 1932 im Lincoln County, Tennessee; † 26. Januar 1991 in Los Angeles) war ein US-amerikanischer Diskuswerfer.
1955 gewann er, für die University of Southern California startend, die NCAA-Meisterschaft und wurde US-Meister. Im Jahr darauf gewann er bei den Olympischen Spielen 1956 in Melbourne Bronze hinter seinen Landsleuten Al Oerter und Fortune Gordien.